# Nazionalismo libanese

Bandiera del Libano

Per  nazionalismo libanese si intende quell'insieme di ideali nazionalisti che esaltano l'identità storica, culturale e politica del Libano.

## Storia
Le radici storiche del nazionalismo libanese trovano origine nell'ambito della guerra del Libano del 1860 tra maroniti e drusi, prendendo poi la sua forma moderna durante il periodo interbellico, nell'ambito del mandato francese della Siria e del Libano, quando le autorità coloniali se ne servirono principalmente come strumento di opposizione al nazionalismo arabo e siriano e per giustificare l'istituzione del Grande Libano.
Durante il XX secolo e soprattutto in seguito allo scoppio della guerra civile libanese, il nazionalismo libanese venne associato alle formazioni della destra cristiana maronita, tra le quali le Falangi Libanesi, le Forze Libanesi, il Partito Nazionale Liberale e i Guardiani dei cedri.
Il nazionalismo libanese, nelle sue forme più radicali, incorpora rivendicazioni irredentiste obiettive ad unificare i territori considerati parte dell'antica Fenicia, in particolare la costa mediterranea della Siria e la regione settentrionale di Israele, assumendo una visione fenicianista.
Il Movimento il Futuro e il Movimento Patriottico Libero si identificano nel nazionalismo libanese.